# ديان سميث
ديان سميث (بالإنجليزية: Dianne Smith)‏ هي رسامة أمريكية، ولدت في 1965.